# 伊西德羅·阿尤拉
伊西德羅·阿尤拉（Isidro Ayora，1879年8月31日—1978年3月22日），厄瓜多總統，1926年至1931年在任。瓜亚斯省的伊西德罗·阿约拉鎮以及阿約拉港的名稱均來自於伊西德羅·阿尤拉。